# Quasi contratto
Il quasi contratto è un concetto giuridico introdotto nel diritto romano per ricomprendere i fatti e gli atti giuridici leciti, diversi da un contratto, fonti di obbligazioni equiparate a quelle nascenti da contratto (il termine deriva, infatti, dall'espressione obligatio quasi ex contractu, 'obbligazione come da contratto').

## Storia
Nelle Istituzioni di Giustiniano il quasi contratto venne annoverato tra le fonti delle obbligazioni, assieme a contratto, delitto e quasi delitto. Nella categoria furono fatti rientrare:
- il legato per damnationem, fonte di obbligazione in capo all'erede a prescindere dalla sua volontà;
- il pagamento d'indebito (indebiti solutio), ossia l'esecuzione di una prestazione non dovuta, che obbliga alla restituzione nonostante la diversa intenzione delle parti al momento in cui è avvenuta;
- la gestione di affare altrui (negotiorum gestio), caratterizzata dal compimento di un'attività nell'interesse altrui per iniziativa del solo gestore, che, tuttavia, in presenza di determinati presupposti, fa sorgere obbligazioni a carico del gestore stesso e di chi ne beneficia, a prescindere dalla loro volontà.

La categoria del quasi contratto è giunta fino Code Napoléon che ne dà la definizione all'art. 1371 («I quasi contratti sono i fatti puramente volontari dell'uomo, dai quali risulta un'obbligazione qualunque verso un terzo, talvolta un'obbligazione reciproca delle due parti») e vi fa rientrare il pagamento dell'indebito e la gestione di affare altrui; in seguito la giurisprudenza francese, pur nel silenzio del legislatore, vi ha fatto rientrare la più generale fattispecie dell'arricchimento senza causa. Dal Code Napoléon è passata ai codici civili ad esso ispirati, tra cui quello italiano del 1865 (art. 1097). 
Non è stata, invece, ripresa dal Codice civile italiano vigente; al riguardo, nella Relazione al Re (n. 556) si legge che «Non si è considerata la duplice figura dei quasi contratti e quella dei quasi delitti, che non hanno mai potuto giustificarsi né dal lato tradizionale essendo ignota al diritto romano classico, né dal lato sostanziale essendo priva di un contenuto determinato». Scelte analoghe sono state fatte anche da altre codificazioni del XX secolo. 
Nemmeno il codice civile tedesco (BGB) ha accolto la categoria del quasi contratto; la giurisprudenza tedesca ha però elaborato la categoria del faktisches Vertragsverhältnis (rapporto contrattuale di fatto) nella quale fa rientrare situazioni, non previste dal codice, in cui non c'è il consenso delle parti ma che, se ci fosse, sarebbero contratti. Tale categoria, però, è meno estesa del quasi contratto, lasciando fuori il pagamento dell'indebito e l'arricchimento senza causa, per i quali il codice contiene specifiche discipline.
I paesi di common law conoscono il concetto di quasi contract, sebbene non coincidente con quasi contratto di civil law: si tratta di un obbligo imposto dall'ordinamento per ragioni di giustizia, pur in mancanza di un contract vero e proprio (concetto che, peraltro, ha un'estensione più limitata del contratto di civil law); si parla, infatti, anche di contract implied by law. In pratica, attraverso il quasi contract gli ordinamenti di common law offrono un rimedio a situazioni, come l'arricchimento senza causa, che certi ordinamenti di civil law annovererebbero tra i quasi contratti.